# 河北建設投資集團
河北建設投資集團有限責任公司，簡稱河北建設投資集團（英語：Hebei Construction & Investment Group Co., Ltd），於1988年由河北省政府件設立當時名為「河北省建设投资公司」。
而業務在本省經營能源产业、交通和城市基础设施产业、旅游及商业地产和策略性投资等，其中新天綠色能源股份有限公司，則在2010年10月13日於港交所主板上市。
董事長為赵会宁。總部位於中国河北省石家庄市裕华西路9号裕园广场A座18层。

## 連結
- HECIC.com.cn